# 1944—1947年阿富汗部落叛乱
1944–1947年阿富汗部落叛乱或称霍斯特骚乱是由扎德兰（Zadran）、萨菲（Safi）和曼加尔（Mangal）三个部落在阿富汗王国发起的一系列部落叛乱，叛乱起于1944年2月，1947年1月始得平息。导致叛乱的原因有：农民处境恶化、对新征兵法的不满、阿曼努拉复辟运动、贸易垄断、政府监管、税收与贫穷等方面的原因。
叛乱始于阿富汗政府军与马兹拉克·扎德兰的扎德兰部落武装发生冲突，之后，萨菲和曼加尔两部落相继响应起义，前者在起义中推举萨莱迈为新阿富汗国王。当时仍是英属印度一部分的瓦濟里斯坦的部落首领法基尔也于叛乱时，与其他部落一道为复辟阿曼努拉汗而奋斗。